# Dragon Ball Z
Dragon Ball Z (ドラゴンボールZ, afgekort DBZ) is een Japanse animeserie gebaseerd op de manga Dragon Ball (deel 17-42 van de originele Japanse uitgave — deel 33-85 van de 1e Nederlandstalige editie) door Akira Toriyama en geproduceerd door Toei Animation. De serie is een vervolg op de televisieserie Dragon Ball.
De serie liep in Japan van 26 april 1989 tot 31 januari 1996 op Fuji TV. In Nederland werd de serie uitgezonden van 2000 tot en met 2003 op Cartoon Network en Yorin. De serie kent verschillende nasynchronisaties in het Engels.
Een herziene versie werd tussen 2009 en 2015 in Japan uitgebracht onder de titel Dragon Ball Kai (ドラゴンボール改), buiten Japan bekend als Dragon Ball Z Kai. Deze is vanaf oktober 2024 te zien bij Videoland.
De serie heeft drie verschillende vervolgseries: Dragon Ball GT, Dragon Ball Super en Dragon Ball Daima.

## Thema
Dragon Ball Z behandelt thema’s zoals vriendschap, doorzettingsvermogen en de strijd tussen goed en kwaad, waarbij de helden zich altijd inzetten om de wereld te beschermen. Het belang van zelfverbetering komt voortdurend naar voren, met personages die zichzelf blijven uitdagen om sterker te worden. De serie valt op door de overgang van een komische, luchtige toon naar een donkerder, actiegericht verhaal, waarin de protagonist een eindeloze cyclus van vechten, winnen, verliezen en sterker worden doorloopt. Elementen zoals het hiernamaals (The Other World) en tijdreizen spelen een cruciale rol, terwijl de waarde van opoffering, familiebanden en het omgaan met verlies de diepgang van het verhaal vergroten.

## Verhaal
De serie volgt het verhaal van Goku, een buitenaardse krijger uit het Saiyan-ras, en zijn vrienden terwijl ze de aarde en het universum beschermen tegen krachtige vijanden. De serie begint met de onthulling dat Goku eigenlijk een Saiyan is, afkomstig van de planeet Vegeta. Dit leidt tot gevechten met andere Saiyans, zoals zijn broer Raditz en de wrede Vegeta, die later een bondgenoot wordt. Gedurende de serie nemen Goku en zijn vrienden het op tegen steeds sterkere tegenstanders, waaronder de tiran Frieza, de androïden en de biologische krijger Cell, en de kwaadaardige tovenaar Babidi met zijn monster Majin Buu. 

## Populariteit in Nederland en Vlaanderen
In Nederland werd de serie uitgezonden op Cartoon Network van 28 augustus 2000 tot en met 31 juli 2001 en vervolgens van 5 november 2001 tot en met 2 augustus 2003 op Yorin (getiteld Yorkiddin' Presents Cartoon Network, later Toonami). Het was destijds erg populair. In een paar maanden tijd groeide het programma, tweemaal daags op televisie, uit tot het best bekeken programma van Cartoon Network. De eerste uitzending van de dag was een herhaling van de laatste aflevering van de dag ervoor, de tweede uitzending was een nieuwe aflevering. Het succesvolle Z@ppelin van Nederland 3 kon hier niet tegenop. De trendgevoelige voorhoede verkoos Dragon Ball Z boven het populaire Pokémon. In 2003 werd in Nederland ook het vervolg Dragon Ball GT uitgezonden. De voorloper Dragon Ball is in Nederland nooit uitgezonden. Op Yorin werden de afleveringen van Dragon Ball Z van de gehele week verdeeld op zaterdag en zondag herhaald onder de titel Dragonball Z Rewind. Voor de verschillende reclames van het programma werd gebruikgemaakt van de voice-over Rinie van den Elzen.
Naast de televisieserie verschenen er spellen voor op de Game Boy (Legendary Super Warriors en The Legacy of Goku) en PlayStation (Final Bout en Budokai) en kon je bij de plaatselijke boekenhandel ruilkaarten, stripboeken en tijdschriften kopen. Tevens werd het schaakspel Dragon ball Z schaak vanaf september 2002 tot en met mei 2003 op de markt gebracht, waarbij je wekelijks een nieuw schaakstuk moest sparen in de vorm van een Dragon Ball Z-figuur. Vanaf mei 2003 volgde Dragon ball GT schaak.
Zestien jaar later op 24 januari 2019 verscheen de vervolgfilm Dragon Ball Super: Broly in de Nederlandse bioscopen in de originele Japanse versie en een Engelse dub, beide met Nederlandse ondertiteling. De film werd ook gedraaid in 4DX- en Imax-zalen. De eerste avond zagen al bijna negenduizend mensen de film. De animatiefilm had hierdoor onverwacht de megahit Bohemian Rhapsody van de eerste plaats gestoten als de best bezochte titel in de Nederlandse bioscopen.
In Vlaanderen werd Cartoon Network ook uitgezonden via schotelantenne en tevens op de kabel als betaalzender. Bijgevolg kreeg de serie een minder goede start in Vlaanderen dan in Nederland. Op 17 december 2001 verscheen de serie op KANAALTWEE onder de jeugdblok "Cake". De zender heeft de serie herhaald tot waar Cartoon Network kwam en heeft vervolgens de Cell Games saga uitgezonden. De laatste drie seizoenen zijn nooit uitgezonden. Ondanks dat Cake slechts enkele nieuwe afleveringen heeft uitgezonden, werd het blok destijds erg populair.

### Nasynchronisatie
De serie werd tussen 2000 en 2003 in Nederland en het Verenigd Koninkrijk in de volgende Engelstalige nasynchronisaties uitgezonden:
| Afleveringen | Nasynchronisatie               |
| ------------ | ------------------------------ |
| 1-53         | Ocean Group (The Saban dub)    |
| 54-107       | FUNimation                     |
| 108-276      | Ocean Group (The Westwood dub) |

#### Ocean Group
Een hoog aantal scènes zijn door Saban Entertainment en Ocean Group uit Canada gecensureerd. De eerste 67 afleveringen zijn door deze censuur geknipt naar 53 afleveringen, waardoor de serie 276 afleveringen telt in plaats van 291 afleveringen. Ook zijn de termen "the next dimension", "hurt", "leave", "destroy" en "gone" veel gebruikt als alternatief voor de dood. Bij deze afleveringen is de originele Japanse achtergrondmuziek vervangen door muziek van Ron Wasserman, Shuki Levy en Kussa Mahchi. 
Voor de afleveringen 108-276 is de muziek gecomponeerd door Tom Keenlyside, John Mitchell en David Iris. Hiernaast is veel muziek gebruikt van de tekenfilmseries Mega Man en de Engelse nasynchronisatie van Monster Rancher.

#### Funimation
Bij de FUNimation nasynchronisatie uit Amerika voor de afleveringen 54-107 is de originele Japanse achtergrondmuziek vervangen door muziek van Bruce Faulconer.

### Uitgaves in Nederland

#### Ocean Group
Vanaf 2002 bracht Bridge Entertainment in Nederland de eerste 24 afleveringen van de Ocean Group-versie van Dragon Ball Z uit, opgesplitst in acht delen op zowel video als dvd. In januari 2004 verscheen een eenmalige dvd-uitgave met de eerste acht afleveringen, getiteld Dragon Ball Z Mega DVD. 
| Titel                  | Afleveringen | Jaar         |
| ---------------------- | ------------ | ------------ |
| The Arrival of Raditz  | 1-3          | oktober 2002 |
| Goku's Unusual Journey | 4-6          | oktober 2002 |
| Trouble On Arlia       | 7-9          | oktober 2002 |
| Escape From Piccolo    | 10-12        | oktober 2002 |
| Fight Against Gravity  | 13-15        | maart 2003   |
| The Battle Begins      | 16-18        | maart 2003   |
| Tien Goes All Out!     | 19-21        | maart 2003   |
| Goku Strikes Back      | 22-24        | maart 2003   |

In het buitenland bracht Pioneer Entertainment tussen 1997 en 1999 de eerste 53 afleveringen uit op VHS en dvd, verdeeld over zeventien delen. In 2013 werden deze afleveringen, samen met de eerste drie films, opnieuw uitgebracht in de dvd-box Rock the Dragon Edition. De Ocean Group-versie van afleveringen 108-276, die wel in Nederland werd uitgezonden, is echter nooit officieel op video of dvd verschenen.

#### FUNimation
De complete serie werd later opnieuw nagesynchroniseerd door FUNimation. Tussen 2007 en 2009 bracht het bedrijf alle 291 afleveringen geremasterd en aangepast naar het 16:9 breedbeeldformaat uit op dvd. Deze uitgaven, verdeeld over negen regio-vrije oranje boxen, verschenen ook in Nederland, maar zonder Nederlandse ondertiteling. De dvd’s bieden wel verschillende audiokeuzes: een Engelse dub met Amerikaanse muziek, een Engelse dub met de originele Japanse muziek en de originele Japanse audio met Japanse muziek, inclusief Engelse ondertiteling. De door FUNimation ingesproken versies van afleveringen 1-53 (1-67 ongecensureerd) en 108-276 (123-291 ongecensureerd) zijn in Nederland nooit op televisie uitgezonden. Tegenwoordig is deze FUNimation-versie echter de meest bekende en wijdverspreide Engelstalige uitgave van de serie.
| Naam         | Datum             | Discs | Afleveringen | Saga(s)                                   |
| ------------ | ----------------- | ----- | ------------ | ----------------------------------------- |
| Season One   | 6 februari 2007   | 6     | 1–39         | Vegeta Saga                               |
| Season Two   | 22 mei 2007       | 6     | 40–74        | Namek Saga/Captain Ginyu Saga             |
| Season Three | 18 september 2007 | 6     | 75–107       | Frieza Saga                               |
| Season Four  | 19 februari 2008  | 6     | 108–139      | Garlic Jr. Saga/ Trunks Saga/Android Saga |
| Season Five  | 27 mei 2008       | 6     | 140–165      | Imperfect Cell Saga/Perfect Cell Saga     |
| Season Six   | 16 september 2008 | 6     | 166–194      | Cell Games Saga                           |
| Season Seven | 11 november 2008  | 6     | 195–219      | Great Saiyaman Saga/World Tournament Saga |
| Season Eight | 10 februari 2009  | 6     | 220–253      | Babidi Saga/Majin Buu Saga                |
| Season Nine  | 19 mei 2009       | 6     | 254–291      | Fusion Saga/Kid Buu Saga                  |

## Stemacteurs
| Naam personage     | Stemacteur (Japans)                              | Stemacteur (Ocean/Saban)                 | Stemacteur (FUNimation)                             | Stemacteur (Ocean/Westwood)                    |
| ------------------ | ------------------------------------------------ | ---------------------------------------- | --------------------------------------------------- | ---------------------------------------------- |
| Son Goku           | Masako Nozawa                                    | Ian Corlett (1-37) Peter Kelamis (38-53) | Sean Schemmel                                       | Peter Kelamis Kirby Morrow                     |
| Son Gohan          | Masako Nozawa                                    | Saffron Henderson                        | Stephanie Nadolny (kind) Kyle Hebert (tiener)       | Saffron Henderson Jillian Michaels Brad Swaile |
| Son Goten          | Masako Nozawa                                    | N/A                                      | Kara Edwards                                        | Jillian Michaels                               |
| Piccolo            | Toshio Furukawa                                  | Scott McNeil                             | Christopher Sabat                                   | Scott McNeil                                   |
| Vegeta             | Ryo Horikawa                                     | Brian Drummond                           | Christopher Sabat                                   | Brian Drummond                                 |
| Nappa              | Shozo Iizuka                                     | Michael Dobson                           | Phil Parsons                                        | N/A                                            |
| Bulma              | Hiromi Tsuru                                     | Lalainia Lindbjerg                       | Tiffany Vollmer                                     | Maggie Blue O'Hara                             |
| Trunks             | Takeshi Kusao                                    | N/A                                      | Laura Bailey                                        | Cathy Weseluck                                 |
| Future Trunks      | Takeshi Kusao                                    | N/A                                      | Eric Vale                                           | Alistair Abell                                 |
| Krillin            | Mayumi Tanaka                                    | Terry Klassen                            | Sonny Strait                                        | Terry Klassen                                  |
| Yajirobe           | Mayumi Tanaka                                    | Brian Drummond                           | Mike McFarland                                      | Brian Drummond                                 |
| Yamcha             | Toru Furuya                                      | Ted Cole                                 | Christopher Sabat                                   | Ted Cole                                       |
| Pu'ar              | Naoko Watanabe                                   | Cathy Weseluck                           | Monika Antonelli                                    | Cathy Weseluck                                 |
| Ten Shin Han       | Hirotaka Suzuoki                                 | Matt Smith                               | Chris Cason (54-92, original dub) John Burgmeier    | Matt Smith                                     |
| Chiaotzu           | Hiroko Emori                                     | Cathy Weseluck                           | Monika Antonelli                                    | Cathy Weseluck                                 |
| Chi-Chi            | Mayumi Sho (1-66) Naoko Watanabe (88-291)        | Laara Sadiq                              | Cynthia Cranz                                       | Laara Sadiq                                    |
| Master Roshi       | Kōhei Miyauchi (2-260) Hiroshi Masuoka (288-291) | Ian Corlett (1-37) Peter Kelamis (38-53) | Mike McFarland                                      | Terry Klassen                                  |
| Lunch (Dragonball) | Mami Koyama                                      | Teryl Rothery                            | Meredith McCoy                                      | Cathy Weseluck                                 |
| Oolong             | Naoki Tatsuta                                    | Doug Parker                              | Mark Britten (54-92, original dub) Bradford Jackson | Doug Parker                                    |
| Hercule            | Daisuke Gōri                                     | N/A                                      | Chris Rager                                         | Don Brown                                      |
| Videl              | Yuko Minaguchi                                   | N/A                                      | Kara Edwards                                        | Moneca Stori                                   |
| Mr. Popo           | Yasuhiko Kawazu                                  | Alvin Sanders                            | Chris Cason (54-92, original dub) Christopher Sabat | Alvin Sanders                                  |
| Korin              | Ichiro Nagai (26-192) Naoki Tatsuta (238-285)    | Doug Parker                              | Christopher Sabat                                   | Ted Cole                                       |
| Frieza             | Ryusei Nakao                                     | Pauline Newstone                         | Linda Young                                         | Pauline Newstone                               |
| No. 19             | Yukitoshi Hori                                   | N/A                                      | Phillip Wilburn                                     | Patricia Drake                                 |
| Dr. Gero/No. 20    | Koji Yada                                        | N/A                                      | Kent Williams                                       | Brian Dobson                                   |
| No. 16             | Hikaru Midorikawa                                | N/A                                      | Jeremy Inman                                        | Scott McNeil                                   |
| No. 17             | Shigeru Nakahara                                 | N/A                                      | Chuck Huber                                         | Ted Cole                                       |
| No. 18             | Miki Ito                                         | N/A                                      | Meredith McCoy                                      | Enuka Okuma                                    |
| Cell               | Norio Wakamoto                                   | N/A                                      | Dameon Clarke                                       | Dale Wilson                                    |
| Verteller          | Jōji Yanami                                      | Doc Harris                               | Dale Kelly (54-184, original dub) Kyle Hebert       | Doc Harris                                     |

## Films

### Tijdlijn
De films zijn niet gebaseerd op de manga en bevatten enkele tegenstrijdigheden met de verhaallijn van de televisieserie. Bij de laatste twee films, Battle of Gods en Resurrection 'F' , was bedenker Akira Toriyama echter nauw betrokken. Daarom worden deze films wél beschouwd als een officieel vervolg op de televisieserie. Bovendien vormen ze de basis voor de eerste twee seizoenen van Dragon Ball Super (2015-2018), waarin de verhalen uitgebreid en opnieuw worden verteld. 

### Uitgave
De films en de twee speciale afleveringen zijn nooit in Nederland op televisie uitgezonden. Tussen 2001 en 2003 bracht Bridge Entertainment echter de eerste negen films en beide speciale afleveringen uit op VHS en dvd. Deze versies hadden een andere Engelstalige nasynchronisatie dan de reguliere televisie-uitzendingen en werden bovendien niet in chronologische volgorde uitgebracht. De Engelstalige nasynchronisatie, geproduceerd door AB Groupe in Frankrijk, staat onder fans bekend als The Big Green Dub, een verwijzing naar de naam die het personage Piccolo in deze versie kreeg. In de Verenigde Staten zijn alle films nagesynchroniseerd door Funimation, terwijl in Canada de eerste drie films werden ingesproken door Ocean Group.
| Toei Animation-titel (Japan)                          | FUNimation-titel (VS)              | AB Groupe-titel (NL)                    | Uitgekomen in Japan | Uitgekomen in VS | Uitgekomen in Nederland |
| ----------------------------------------------------- | ---------------------------------- | --------------------------------------- | ------------------- | ---------------- | ----------------------- |
| Return my Gohan!!                                     | Dead Zone                          | In Pursuit of Garlic                    | 1989                | 1997             | 2003                    |
| The World's Strongest Guy                             | The World's Strongest              | The Strongest Guy in the World          | 1990                | 1998             | 2001                    |
| Super Deciding Battle for the Entire Planet Earth     | Tree of Might                      | Super Battle in the World               | 1990                | 1998             | 2001                    |
| Super Saiya-jin Son Gokū                              | Lord Slug                          | Super Saiyan, Goku                      | 1991                | 2001             | 2001                    |
| The Incredible Mightiest vs. Mightiest                | Cooler's Revenge                   | Super Rivals                            | 1991                | 2002             | 2001                    |
| Clash!! 10 Billion Power Warriors                     | Return of Cooler                   | Fight! 10 Billion Power Warriors        | 1992                | 2002             | 2001                    |
| Extreme Battle!! The Three Great Super Saiya-jins     | Super Android 13!                  | Super Battle of the Three Super Saiyans | 1992                | 2003             | 2001                    |
| Burn Up!! A Close, Intense, Super-Fierce Battle       | Broly - The Legendary Super Saiyan | The Burning Battles                     | 1993                | 2003             | 2002                    |
| The Galaxy at the Brink!! The Super Incredible Guy    | Bojack Unbound                     | Super Guy in the Galaxy                 | 1993                | 2004             | 2002                    |
| The Dangerous Duo! Super-Warriors Never Rest          | Broly's Second Coming              |                                         | 1994                | 2005             |                         |
| Super Warrior Defeat!! I'm the One who'll Win         | Bio-Broly                          |                                         | 1994                | 2005             |                         |
| The Rebirth of Fusion!! Gokū and Vegeta               | Fusion Reborn                      |                                         | 1995                | 2006             |                         |
| Dragon Fist Explosion!! If Gokū Can't Do It, Who Will | Wrath of the Dragon                |                                         | 1995                | 2006             |                         |
| Kami to Kami                                          | Battle of Gods                     |                                         | 2013                | 2014             |                         |
| Fukkatsu no 'F'                                       | Resurrection 'F'                   |                                         | 2015                | 2015             |                         |

## Televisiespecials en andere animaties
Niet gebaseerd op de manga. Toriyama heeft deze verhalen echter wel achteraf verwerkt in de manga.In tegenstelling tot de films lopen deze twee speciale afleveringen wel gelijk met de televisieserie. Hiernaast is er nog een aflevering gemaakt getiteld The World of Dragon Ball Z, die een samenvatting geeft van Dragon Ball Z tot aan The Android Saga.
| Toei Animation-titel (Japan)                                                     | FUNimation-titel (VS)   | AB Group-titel (NL) | Uitgekomen in Japan | Uitgekomen in VS | Uitgekomen in NL |
| -------------------------------------------------------------------------------- | ----------------------- | ------------------- | ------------------- | ---------------- | ---------------- |
| A Final, Solitary Battle: The Z-Senshi Son Goku's Father Challenges Frieza       | Bardock, Father of Goku | The Father of Goku  | 1990                | 2000             | 2003             |
| Defiance in the Face of Despair! The Remaining Super Warriors - Gohan and Trunks | The History of Trunks   | Gohan and Trunks    | 1993                | 2000             | 2003             |

### Festival shorts
Niet gebaseerd op de manga.
| Toei Animation-titel (Japan)                       | FUNimation-titel (VS) | Uitgekomen in Japan | Uitgekomen in VS |
| -------------------------------------------------- | --------------------- | ------------------- | ---------------- |
| Dragon Ball: Yo! Son Goku and His Friends Return!! |                       | 2008                |                  |
| Dragon Ball: Episode of Bardock                    |                       | 2012                |                  |

### Original video animations
Niet gebaseerd op de manga. De remake Dragon Ball: Plan to Eradicate the Super Saiyans uit 2010 is gevoegd bij het spel Dragon Ball: Raging Blast 2 voor de PlayStation 3 en Xbox 360.
| Toei Animation-titel (Japan)                              | FUNimation-titel (VS) | Uitgekomen in Japan | Uitgekomen in VS |
| --------------------------------------------------------- | --------------------- | ------------------- | ---------------- |
| Dragon Ball Z Side Story: Plan to Eradicate the Saiyans   |                       | 1993                |                  |
| Dragon Ball: Plan to Eradicate the Super Saiyans (remake) |                       | 2010                |                  |

### Cross-over
Niet gebaseerd op de manga.
| Toei Animation-titel (Japan)                                             | FUNimation-titel (VS) | Uitgekomen in Japan | Uitgekomen in VS |
| ------------------------------------------------------------------------ | --------------------- | ------------------- | ---------------- |
| Dream 9 Toriko & One Piece & Dragon Ball Z Super Collaboration Special!! |                       | 2013                |                  |

## Dragon Ball Z Kai
Ter gelegenheid van het 20-jarig jubileum van Dragon Ball Z werd van 5 april 2009 tot 27 maart 2011 in Japan een herziene versie uitgezonden met de naam Dragon Ball Kai (ドラゴンボール改), buiten Japan bekend als Dragon Ball Z Kai.
In deze versie werd de animatie verbeterd in high definition (HD), waardoor de beelden scherper werden en de beeldverhouding werd aangepast naar breedbeeld. Ook werd de serie korter gemaakt door lange en onnodige scènes uit de originele Dragon Ball Z-afleveringen te verwijderen. Hierdoor werd de serie sneller en duidelijker, met meer aandacht voor het belangrijkste deel van het verhaal. De muziek werd vernieuwd, met nieuwe openings- en sluitingsnummers en een nieuwe soundtrack. De herziene versie bestond uit 98 afleveringen en eindigde na de Cell Games Saga.

### Dragon Ball Z Kai: The Final Chapters
Voor de internationale markt zijn er nog 69 afleveringen gemaakt onder de titel Dragon Ball Z Kai: The Final Chapters. Deze afleveringen behandelen de Buu-saga uit de manga, waardoor het totaal aantal afleveringen op 167 komt.
In Japan is hiervan een verkorte versie uitgezonden van 6 april 2014 tot 28 juni 2015, waar ze bekend staan als afleveringen 99–159 (61 afleveringen) van Dragon Ball Kai.

## Trivia
- Wanneer Frieza tegen Goku zegt dat hij de planeet Namek binnen vijf minuten zal vernietigen, duurt dit in werkelijkheid vijf afleveringen van elk 20 minuten. In Nederland, waar de afleveringen dagelijks werden uitgezonden, betekende dit dat het publiek een volle werkweek moest wachten voordat deze "vijf minuten" voorbij waren. Een kenmerk van de serie was de lengte van de gevechten, die vaak meerdere afleveringen besloegen. Het gevecht tegen Frieza is met 20 afleveringen het langste van de hele serie.
- Naast de lange gevechten staat de serie ook bekend om kleinere subverhalen die weinig tot geen invloed hebben op het hoofdplot. Deze verhaallijnen beslaan vaak één of meerdere afleveringen en worden door fans regelmatig bekritiseerd als ‘fillers’ (tijdvulling). Enkele voorbeelden hiervan zijn de vernietiging van Arlia door Vegeta en Nappa, Goku’s ontmoeting met Princess Snake en zijn val in de hel, de ‘nep-Namek’-afleveringen, Ginyu die Bulma’s lichaam overneemt en de volledige Garlic Jr. Saga. Dit werd gedaan om tijd te rekken zodat de anime de manga niet zou inhalen.